# Crime Time Kingz
Pour les articles homonymes, voir CTK.
 (avril 2018).
Si vous disposez d'ouvrages ou d'articles de référence ou si vous connaissez des sites web de qualité traitant du thème abordé ici, merci de compléter l'article en donnant les références utiles à sa vérifiabilité et en les liant à la section « Notes et références ».
Crime Time Kingz (CTK) est un groupe de graffeurs français.
Le groupe était composé par des writers comme Bando, Scam (USA), Colt, Mode2 (UK), Boxer, Sign, Angel (NL), Shoe (NL), Delta (NL) et Clue 2 (USA).
L'entourage des Crime Time Kingz fut les DRC (Da Red Chiffon) composés de Squat, Chino, Joe aka Joey Starr, Shen aka Kool Shen, Sign et Dehy, ainsi que les PAW (Police Against Writers) avec James, Muck, Sheek, Kay, Tex et Boxer.

## Histoire
Le groupe s'est formé en 1985, après que Mode 2 quitte Londres pour Paris dans le but de se perfectionner au contact de la scène parisienne. Il y rencontre Bando et ils peignent ensemble. Puis Shoe, qui était de passage à Paris avec Jan et Jazz, d'Amsterdam, les rencontre sur les berges de la Seine, où chacun des deux groupes avait peint des fresques. Leur admiration réciproque est la source de leur amitié et de leur collaboration. Les CTK devient ainsi le premier crew européen du graffiti. Il est la réunion des londoniens TCA (The Chrome Angelz) et des parisiens Bomb Squad 2. Les néerlandais de USA s'y sont ensuite joints.